# Smithland (Kentucky)
Smithland is een plaats (city) in de Amerikaanse staat Kentucky, en valt bestuurlijk gezien onder Livingston County.

## Demografie
Bij de volkstelling in 2000 werd het aantal inwoners vastgesteld op 401.
In 2006 is het aantal inwoners door het United States Census Bureau geschat op 396, een daling van 5 (-1,2%).

## Geografie
Volgens het United States Census Bureau beslaat de plaats een oppervlakte van
1,6 km², geheel bestaande uit land. Smithland ligt op ongeveer 100 m boven zeeniveau.

## Plaatsen in de nabije omgeving
De onderstaande figuur toont nabijgelegen plaatsen in een straal van 20 km rond Smithland.